# Tanto (álbum de Pablo Alborán)
Tanto es el título del segundo álbum de estudio del cantautor español Pablo Alborán. 
Fue lanzado al mercado el 6 de noviembre de 2012 en dos formatos, CD y digital. Recibió diez discos de platino en España. Este álbum se convirtió en el más vendido de la temporada 2012 y fue nominado al The World Music Awards en la categoría Mejor Álbum del Mundo.

También ha sido catalogado como un disco más rítmico, enérgico y delicado, con más fortaleza en la manera de interpretar y más abierto que el primer álbum.

## Lista de canciones
| Standard listing |                      |          |  |
| N.º              | Título               | Duración |  |
| 1.               | «El beso»            | 4:19     |  |
| 2.               | «Dónde está el amor» | 3:43     |  |
| 3.               | «Yo no lo sabía»     | 3:57     |  |
| 4.               | «Deshidratándome»    | 4:04     |  |
| 5.               | «Toda la noche»      | 3:02     |  |
| 6.               | «Seré»               | 4:11     |  |
| 7.               | «Tanto»              | 4:16     |  |
| 8.               | «Quién»              | 4:06     |  |
| 9.               | «En brazos de ella»  | 3:54     |  |
| 10.              | «Éxtasis»            | 3:56     |  |
| 11.              | «Me iré»             | 4:07     |  |

| Deluxe edition bonus tracks |                               |          |  |
| N.º                         | Título                        | Duración |  |
| 12.                         | «Quién (Versión Ambiental)»   | 3:46     |  |
| 13.                         | «Éxtasis (Versión Ambiental)» | 3:57     |  |
| 14.                         | «Tanto (Acústico)»            | 4:19     |  |
| 15.                         | «La vie en rose»              | 3:51     |  |

| Edición Super Premium |                                        |          |  |
| N.º                   | Título                                 | Duración |  |
| 12.                   | «El beso (Acústica)»                   | 4:19     |  |
| 13.                   | «Quién (Acústica)»                     | 3:19     |  |
| 14.                   | «Dónde está el amor (con Jesse y Joy)» | 3:31     |  |
| 15.                   | «Éxtasis (Radio Edit)»                 | 3:57     |  |
| 16.                   | «Quién (Versión Ambiental)»            | 3:46     |  |
| 17.                   | «Tanto (Acústico)»                     | 4:19     |  |
| 18.                   | «Éxtasis (Versión Ambiental)»          | 3:57     |  |
| 19.                   | «La vie en rose»                       | 3:51     |  |

## Posición
| Listas              | Mejor posición |
| ------------------- | -------------- |
| España (PROMUSICAE) | 1              |

## Premios y nominaciones
| Año  | Premios                | Categoría                   | Resultado | Ref. |
| ---- | ---------------------- | --------------------------- | --------- | ---- |
| 2013 | Premios Grammy Latinos | Grabación del año           | Nominado  |      |
| 2013 | Premios Grammy Latinos | Álbum del año               | Nominado  |      |
| 2013 | Premios Grammy Latinos | Mejor álbum pop tradicional | Nominado  |      |